# Odhelius
Odhelius var en prästsläkt från Västergötland. Stammoder var Tolla Thoresdotter (1590–1651), vars barn antog namnet Odhelius. Hon var från 1609 gift med Ericus Magni (1576–1617), kyrkoherde i Dala, och från 1619 med Haquinus Laurentii (1585–1657), kyrkoherde i Od.
Släkten utgrenar sig framför allt från sonen i första giftet Torerus Erici Odhelius (1612–1682), kyrkoherde i Jung, Västergötland.
I andra giftet föddes fyra söner som alla blev vuxna, men endast en sonson nådde vuxen ålder: Erik Odhelius (1661–1704), assessor i bergskollegium, som 1698 adlades Odelstierna.
Namnet Odhelius (Odelius) bärs också av andra släkter utan samband med denna.

## Personer som tillhör släkten
Bröder:
- Erik Odhelius (1620–1666), teologie doktor och professor i Uppsala
  - Son: Erik Odhelius, adlad Odelstierna (1661–1704), assessor i Bergskollegium
- Stefanus Odhelius (1623–1662), kyrkoherde i Od, Västergötland
- Jacobus Odhelius (1627–1681), kyrkoherde i Od, Västergötland

Deras halvbrors sonsöner:
- Thore Odhelius (1705–1777), kyrkoherde i Flo, Västergötland
- Jonas Odhelius (1712–1794), lagman och bondeståndets sekreterare
  - Son: Eric Odhelius (1760–1834), regementsläkare

Deras brorson:
- Johan Lorentz Odhelius (1737–1816), läkare och en av Linnés lärjungar

Hans syssling:
- Anders Odel (1718–1773), direktör vid appreteringsverket i Stockholm

Ättling till en syster till bröderna Thore och Jonas:
- Ingalill Odhelius (1910–1992), konstnär